# Viiksenjärvi
Viiksenjärvi är en sjö i Pajala kommun i Norrbotten och ingår i Torneälvens huvudavrinningsområde. Sjön har en area på 0,34 kvadratkilometer och ligger 218 meter över havet. Viiksenjärvi ligger i Torne och Kalix älvsystem Natura 2000-område.

## Delavrinningsområde
Viiksenjärvi ingår i det delavrinningsområde (756130-182154) som SMHI kallar för Utloppet av Naankijärvi. Medelhöjden är 242 meter över havet och ytan är 47,19 kvadratkilometer. Det finns inga avrinningsområden uppströms utan avrinningsområdet är högsta punkten. Naankijoki som avvattnar avrinningsområdet har biflödesordning 4, vilket innebär att vattnet flödar genom totalt 4 vattendrag innan det når havet efter 314 kilometer. Avrinningsområdet består mestadels av skog (56 procent) och sankmarker (34 procent). Avrinningsområdet har 3,4 kvadratkilometer vattenytor vilket ger det en sjöprocent på 7,2 procent.